# Antonio Ricardos
Antonio Ricardos Carrillo de Albornoz (ur. 1727 w Barbastro, zm. 13 marca 1794 w Madrycie) – hiszpański generał. Wstąpił do armii Królestwa Hiszpanii i w trakcie swej długiej kariery wojskowej walczył przeciwko: Monarchii Habsburgów, Portugalii oraz I Republice Francuskiej. Niechęć wśród konserwatywnej części hiszpańskiego społeczeństwa wzbudziło entuzjastyczne przyjęcie przez niego idei oświeceniowych. Ricardos odegrał znaczącą rolę w reformowaniu hiszpańskiego wojska. Po wybuchu wojny w Pirenejach w roku 1793, król powierzył mu dowództwo nad armią w Katalonii. Na początku roku 1794 dokonał najazdu na Roussillon, gdzie odniósł kilka zwycięstw nad Francuzami. Po jego śmierci w marcu 1794 roku, dobra passa odwróciła się od hiszpańskiej armii.

## Początki kariery
Ricardos urodził się w roku w 1727, w tym samym domu, w którym przyszedł na świat dramaturg i poeta Lupercio Leonardo de Argensola; w miejscowości Barbastro w Aragonii. Już jako nastolatek zaciągnął się do pułku Jazdy Maltańskiej dowodzonego przez jego ojca. Ze względu na szlacheckie pochodzenie służył w randze kapitana, a w wieku 16 lat przez krótki okres dowodził pułkiem w zastępstwie swojego ojca. Podczas wojny o sukcesję austriacką wziął udział w bitwie pod Piacenzą (16 czerwca 1746 roku) oraz w bitwie nad rzeką Tidone (10 sierpnia 1746 roku).

## Reformator oświeceniowy
Niemal dwie dekady później Ricardos uczestniczył w wojnie hiszpańsko-portugalskiej (w latach 1761-1763), która stanowiła jeden z teatrów wojny siedmioletniej. Po zakończeniu wojny studiował zarządzanie wojskowe w Królestwie Prus. Później, na polecenie króla Karola III, wyruszył do Nowej Hiszpanii z misją reorganizacji tamtejszego systemu wojskowego. W roku 1768 był członkiem komisji, która miała za zadanie wyznaczenie granicy pomiędzy Hiszpanią a Francją. Za zasługi w działalności dla komisji, otrzymał odznaczenie Encomienda de Santiago. Ricardos popierał idee epoki oświecenia oraz wprowadzane w jej duchu reformy. Był jednym z założycieli madryckiego Królewskiego Towarzystwa Ekonomicznego. Awansowano go do stopnia generalleutnanta i powierzono mu stanowisko inspektora kawalerii. Ricardos założył szkołę wojskową w Ocanii, w której nauczał nowoczesnej sztuki wojennej.
Jako oświeceniowy reformator, Ricardos znajdował się w opozycji do konserwatywnych sił społeczeństwa, uosabianych przez hiszpańską inkwizycję (która istniała do roku 1834). Legitymowanie się odznaczeniem Encomienda de Santiago uchroniło go od prześladowań z rąk inkwizycji oraz jej politycznych sprzymierzeńców.
Mimo to wrogom Ricardosa udało się zmusić go do opuszczenia Ocanii i objęcia mniej znaczącego stanowiska w Guipuzcoa na północy.

## Wojna z Francją

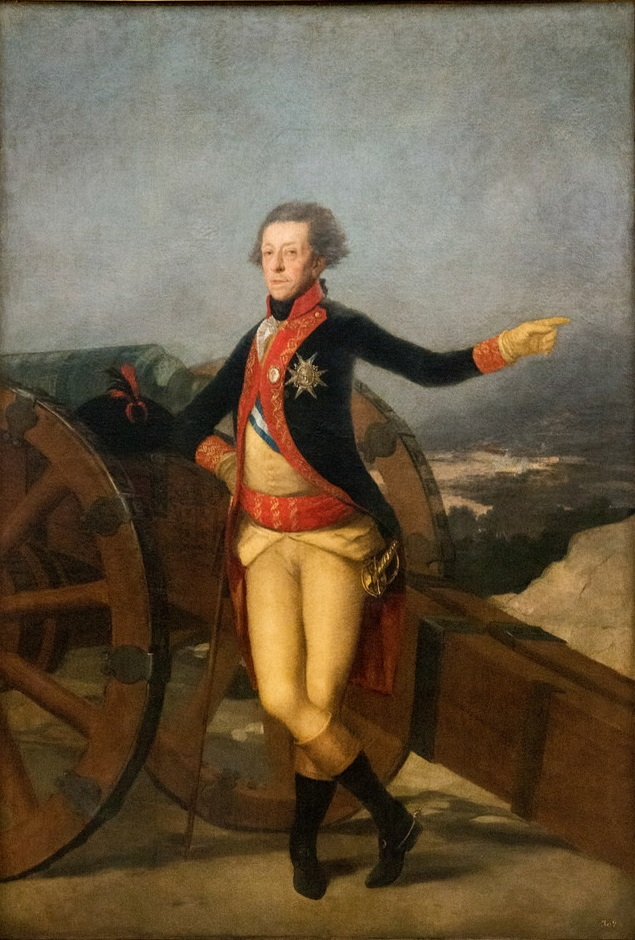
Generał Antonio Ricardos przy armacie, bitwa pod Truillas

Gdy podczas rewolucji francuskiej stracono króla Francji Ludwika XVI oraz królową Marię Antoninę, Hiszpania przygotowywała się do przystąpienia do pierwszej koalicji antyfrancuskiej. Król Karol IV awansował Ricardosa do stopnia generała-kapitana i powierzył mu dowodzenie nad wojskiem w Katalonii. Po wybuchu wojny o Pireneje, dnia 17 kwietnia 1793 roku Ricardos zaatakował Francję. Jego armia liczyła 4,5 tysiąca żołnierzy. Już w pierwszych dniach wojny udało mu się zająć Saint-Laurent-de-Cerdans. 20 kwietnia zajął Céret, w ten sposób izolując twierdzę Fort de Bellegarde, strzegącą drogi wiodącej przez Pireneje (w pobliżu miasteczka Perthus). Pokonawszy w dniu 19 maja Louis-Charlesa de Flersa i Armię Wschodnich Pirenejów w bitwie pod Mas Deu, Ricardos zawrócił, by opanować Bellegarde. Oblężenie twierdzy Bellegarde trwało do 24 czerwca, kiedy to francuski garnizon poddał się. Ricardos ponownie stanął naprzeciw de Flersa 17 lipca, podczas bitwy pod Perpignan. Tym razem został pokonany, jednak zadał Francuzom dotkliwe straty w postaci 800 zabitych i rannych żołnierzy.
28 sierpnia francuski generał Luc Siméon Auguste Dagobert pokonał Manuela la Peña pod Puigcerdà w środkowych Pirenejach. Na początku września Ricardos usiłował odizolować i zająć Perpignan, blokując miasto od strony zachodniej przy użyciu dwóch dywizji i jednocześnie bombardując go od frontu. Jednak jego podkomendnym brakowało umiejętności taktycznych, by to osiągnąć. 17 września Francuzi pod dowództwem Eustache'a Charlesa d'Aousta odepchnęli Juana de Courtena i Jerónimo Girón-Moctezumę podczas bitwy pod Peyrestortes. Po tej dotkliwej porażce sytuacja odwróciła się i rozpoczęło się pasmo sukcesów Hiszpanów. Ricardos szybko pozbierał swoje oddziały po porażce i starł się ze zwycięskimi Francuzami. 22 września w bitwie pod Truillas zdecydowanie pokonał oddziały Dagoberta. W trakcie tej bitwy Hiszpanie stracili 2000 ludzi spośród 17 000 przystępujących do walki żołnierzy. Natomiast straty francuskie wyniosły 4,5 tysiąca ludzi spośród 22 tysięcy. Po sukcesie pod Truillas Ricardos wycofał się w celu obrony doliny rzeki Tech. 3 października odparł natarcie d'Aousta pod Boulou, gdzie francuskie straty – wynoszące 1200 ofiar – czterokrotnie przewyższyły straty Hiszpanów. W połowie października po raz kolejny zatriumfował – tym razem nad oddziałami Louisa Marie Turreau - podczas bitwy pod Tech.
W dniu 7 grudnia, pod Villelongue-dels-Monts Ricardos – stojąc na czele międzynarodowych sił, składających się z 3 tysięcy Hiszpanów i 5 tysięcy Portugalczyków – po raz kolejny pokonał d'Aousta. Było to jego ostatnie zwycięstwo. Dwa tygodnie później jego podkomendny Gregorio García de la Cuesta przegnał francuskich obrońców miejscowości Collioure i przejął tamtejszy port. Ricardos powrócił do Madrytu w celu zabiegania o posiłki. 13 marca 1794 roku zmarł tam na zapalenie płuc. Jego następca, Alejandro O’Reilly zmarł 23 marca tego samego roku. Dowodzenie nad hiszpańską armią spoczęło w rękach Luisa de Carvajala de la Unión. De la Unión nie zdołał powstrzymać Francuzów przed odbiciem Bellegarde i Collioure z rąk hiszpańskich w 1794. W listopadzie zginął podczas bitwy pod Czarną Górą, którą stoczono na ziemi hiszpańskiej. Na początku roku 1795 Francuzi uwieńczyli sukcesem oblężenie Roses. W lipcu 1795 roku wojna została formalnie zakończona pokojem w Bazylei. Wdowa po Ricardosie została mianowana hrabiną Trouillas w uznaniu zasług wojennych jej męża.